# Suore missionarie eucaristiche di Maria Immacolata
Le Suore Missionarie Eucaristiche di Maria Immacolata (in spagnolo Misioneras Eucarísticas de María Inmaculada; sigla M.E.M.I.) sono un istituto religioso femminile di diritto pontificio.

## Storia
La congregazione fu fondata l'8 dicembre 1947 a Colima, in Messico, da Ignacio de Alba y Hernández, vescovo coadiutore della città, insieme con María del Carmen Ahumada Orozco.
Il 24 dicembre 1956 l'istituto ottenne l'approvazione diocesana.

## Attività e diffusione
Le suore si dedicano all'evangelizzazione e alla catechesi.
Oltre che in Messico, sono presenti in Cile, Perù e Stati Uniti d'America; la sede generalizia è a Colima.
Alla fine del 2015 l'istituto contava 104 religiose in 22 case.